# Dekanat Stara Wieś Spiska
Dekanat Stara Wieś Spiska (sł.:Spišskostaroveský dekanát) – jeden z 14 dekanatów w rzymskokatolickiej diecezji spiskiej na Słowacji.

## Parafie
W skład dekanatu wchodzi 9 parafii:
1. parafia Nawiedzenia NMP – Haligovce
2. parafia św. Jodoka – Lechnica
3. parafia św. Michała Archanioła – Lesnica
4. parafia św. Piotra i Pawła – Matiašovce
5. parafia Podwyższenia Krzyża Świętego – Relów
6. parafia Wniebowzięcia NMP – Stara Wieś Spiska
7. parafia św. Andrzeja – Hanuszowce
8. parafia św. Mikołaja – Wielka Frankowa
9. parafia św. Jana Chrzciciela – Rychwałd

## Sąsiednie dekanaty
Kieżmark, Stara Lubowla. Dekanat graniczy także z dekanatami Krościenko nad Dunajcem (diec. tarnowska) i Niedzica (arch. krakowska) położonymi na terytorium Polski.